# كنيس أريحا
كنيس أريحا هو كنيس يهودي يعود تاريخ إنشائه إلى أواخر القرن السادس الميلادي أو بدايات القرن السابع الميلادي.
اكتشفت بقايا الكنيس في مدينة أريحا في عام 1936، وكان كل ما تبقى من بيت الصلاة القديم هو الأرضية مصنوعة من الفسيفساء، والتي تحتوي على نقش باللغة الآرامية يقدم الشكر للمتبرعين بإنشاء الكنيس، وبئر ميدالية مركزية نُقشت عليها عبارة "شالوم إسرائيل"، والتي تعني في اللغة العبرية "السلام على إسرائيل". أدى ذلك إلى أن يُعرف الموقع أيضًا باسم كنيس شالوم إسرائيل.

## الوصف
تتضمن الأرضية الفسيفسائية في كنيس أريحا رموزًا يهودية مثل تابوت العهد والمينوراه والشوفار واللولاف. استخدمت عبارة "السلام على إسرائيل" على نطاق واسع في أرضيات المعابد اليهودية وأحيانًا السامرية التي يرجع تاريخها إلى العصر البيزنطي، وهُناك حالة واحدة معروفة استُخدمت فيها هذه العبارة في الفترة الإسلامية المبكرة.

## لمحة تاريخية

### الاكتشاف
اكتُشف كنيس أريحا الذي يعود تاريخه إلى العصر البيزنطي، في أعمال التنقيب التي أجراها عالم الأثار الفلسطيني ديميتري برامكي خلال عمله مع دائرة الآثار التابعة للانتداب البريطاني في عام 1936. وقام المواطن العربي المقدسي الثري حسني شهوان صاحب الأرض ببناء منزل فوق أرضية الفسيفساء للحفاظ عليها.

### في الفترة ما بين عامي 1967-1995
أصبح موقع كنيس أريحا تحت السيطرة العسكرية للقوات الإسرائيلية بعد حرب الأيام الستة في عام 1967، وظل تحت مسؤولية المالكين من عائلة شهوان. وبدأ السائحون يتوافدون لزيارة موقع الكنيس، وكذلك فعل اليهود المتدينون الذين كانوا يأتون بانتظام للصلاة في موقع الكنيس. في الأشهر التي أعقبت الحرب، شكر وزير الدفاع الإسرائيلي الأسبق موشيه ديان محمد نجل حسني شهوان على الطريقة التي تمكنت بها الأسرة من حماية بقايا الكنيس الذي يعد من بين أفضل الأماكن المحفوظة في البلاد، ووضع محمد شهوان الذي كان قد فقد للتو البنك الذي كان يملكه بسبب الحرب، حارسًا فوق الأرضية الفسيفسائية وبدأ في فرض رسوم دخول متواضعة على الزوار لسنوات حتى عام 1987 عندما اندلعت الانتفاضة الفلسطينية الأولى فقامت السلطات الإسرائيلية آنذاك بمُصادرة الأرضية الفسيفساء والمنزل وجزء صغير من المزرعة القائمة حوله. زعمت الحكومة الإسرائيلية بعد ذلك أنها عرضت دفع تعويضات لعائلة شهوان إلا أن ذلك قوبل بالرفض من العائلة.

### فترة ما بعد اتفاقيات أوسلو في عام 1995
تسلّمت السلطة الوطنية الفلسطينية السيطرة على موقع كنيس أريحا في أعقاب اتفاقيات أوسلو في عام 1995، مع الاتفاق على استمرار الوصول المجاني إلى الموقع، ولضمان حمايته بشكل كافٍ، نشرت حكومة السلطة الفلسطينية قوة أمنية خاصة لحماية موقع كنيس أريحا. تحول موقع كنيس أريحا في بداية انتفاضة الأقصى إلى ساحة قتال. في ليلة 12 تشرين الأول (أكتوبر) من عام 2000، حين اقتحم بعض المخربون المبنى ودنسوه، وألحقوا أضرارًا بالمنزل الخاص الموجود أعلى الفسيفساء القديمة. أصلحت السلطة الفلسطينية تلك الأضرار في وقت لاحق، وتم إنقاذ لفائف التوراة المختزنة في الكنيس من الحريق الذي اندلع في موقع الكنيس، ثُم نقلت إلى مستوطنة ميفوت يريحو. أصبح كنيس أريحا مفتوحًا للزيارات حتى للسياح اليهود الإسرائيليين في عام 2005 بعد أن قامت بلدية أريحا بترميمه. سُمح بهذه الزيارات في البداية لمرة واحدة كل شهر من أجل إقامة الصلاة، وكانت تتمّ بالتنسيق ما بين السلطات الفلسطينية المحلية وجيش الدفاع الإسرائيلي، ولكن اعتبارًا من تموز (يوليو) عام 2007 سُمح بالزيارة وأداء الصلاة اليهودية في كنيس أريحا مرة واحدة كل أسبوع.